# Dieffenbachia lutheri
Dieffenbachia lutheri är en kallaväxtart som beskrevs av Thomas Bernard Croat. Dieffenbachia lutheri ingår i släktet prickbladssläktet, och familjen kallaväxter. Inga underarter finns listade.